# 1747年

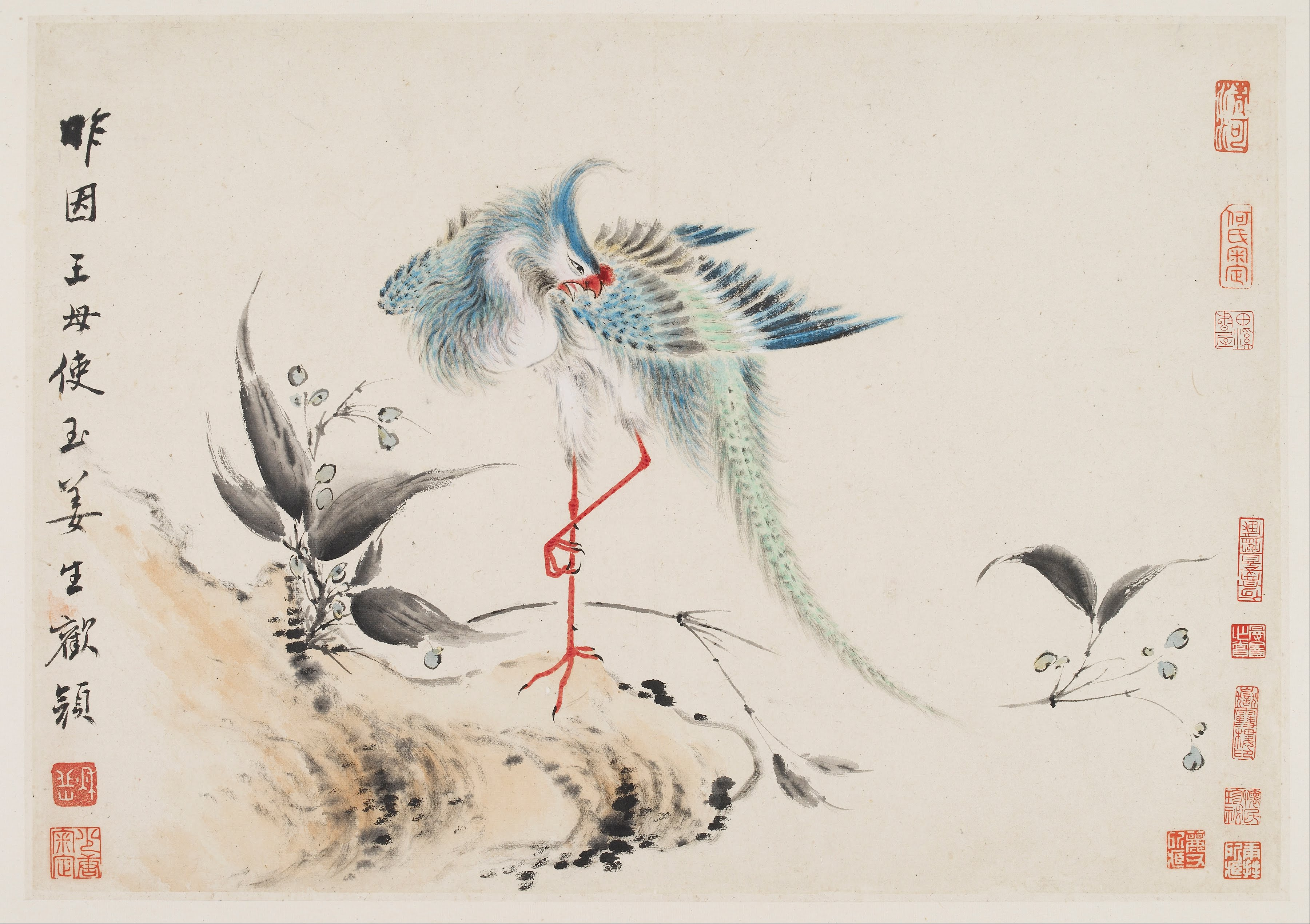
《鳥獸圖》1747年揚州八怪の一人、華嵒（かがん）筆

1747年（1747 ねん）は、西暦（グレゴリオ暦）による、日曜日から始まる平年。

## 他の紀年法
- 干支 : 丁卯
- 日本
  - 延享4年
  - 皇紀2407年
- 中国
  - 清 : 乾隆12年
- 朝鮮
  - 李氏朝鮮 : 英祖23年
  - 檀紀4080年
- ベトナム
  - 後黎朝 : 景興8年
- 仏滅紀元 : 2289年 - 2290年
- イスラム暦 : 1159年 - 1160年
- ユダヤ暦 : 5507年 - 5508年
- ユリウス暦 : 1746年12月21日 - 1747年12月20日

## カレンダー
| 1月 |    |    |    |    |    |    |
| 日  | 月 | 火 | 水 | 木 | 金 | 土 |
| 1   | 2  | 3  | 4  | 5  | 6  | 7  |
| 8   | 9  | 10 | 11 | 12 | 13 | 14 |
| 15  | 16 | 17 | 18 | 19 | 20 | 21 |
| 22  | 23 | 24 | 25 | 26 | 27 | 28 |
| 29  | 30 | 31 |    |    |    |    |
|     |    |    |    |    |    |    |

| 2月 |    |    |    |    |    |    |
| 日  | 月 | 火 | 水 | 木 | 金 | 土 |
|     |    |    | 1  | 2  | 3  | 4  |
| 5   | 6  | 7  | 8  | 9  | 10 | 11 |
| 12  | 13 | 14 | 15 | 16 | 17 | 18 |
| 19  | 20 | 21 | 22 | 23 | 24 | 25 |
| 26  | 27 | 28 |    |    |    |    |
|     |    |    |    |    |    |    |

| 3月 |    |    |    |    |    |    |
| 日  | 月 | 火 | 水 | 木 | 金 | 土 |
|     |    |    | 1  | 2  | 3  | 4  |
| 5   | 6  | 7  | 8  | 9  | 10 | 11 |
| 12  | 13 | 14 | 15 | 16 | 17 | 18 |
| 19  | 20 | 21 | 22 | 23 | 24 | 25 |
| 26  | 27 | 28 | 29 | 30 | 31 |    |
|     |    |    |    |    |    |    |

| 4月 |    |    |    |    |    |    |
| 日  | 月 | 火 | 水 | 木 | 金 | 土 |
|     |    |    |    |    |    | 1  |
| 2   | 3  | 4  | 5  | 6  | 7  | 8  |
| 9   | 10 | 11 | 12 | 13 | 14 | 15 |
| 16  | 17 | 18 | 19 | 20 | 21 | 22 |
| 23  | 24 | 25 | 26 | 27 | 28 | 29 |
| 30  |    |    |    |    |    |    |
|     |    |    |    |    |    |    |

| 5月 |    |    |    |    |    |    |
| 日  | 月 | 火 | 水 | 木 | 金 | 土 |
|     | 1  | 2  | 3  | 4  | 5  | 6  |
| 7   | 8  | 9  | 10 | 11 | 12 | 13 |
| 14  | 15 | 16 | 17 | 18 | 19 | 20 |
| 21  | 22 | 23 | 24 | 25 | 26 | 27 |
| 28  | 29 | 30 | 31 |    |    |    |
|     |    |    |    |    |    |    |

| 6月 |    |    |    |    |    |    |
| 日  | 月 | 火 | 水 | 木 | 金 | 土 |
|     |    |    |    | 1  | 2  | 3  |
| 4   | 5  | 6  | 7  | 8  | 9  | 10 |
| 11  | 12 | 13 | 14 | 15 | 16 | 17 |
| 18  | 19 | 20 | 21 | 22 | 23 | 24 |
| 25  | 26 | 27 | 28 | 29 | 30 |    |
|     |    |    |    |    |    |    |

| 7月 |    |    |    |    |    |    |
| 日  | 月 | 火 | 水 | 木 | 金 | 土 |
|     |    |    |    |    |    | 1  |
| 2   | 3  | 4  | 5  | 6  | 7  | 8  |
| 9   | 10 | 11 | 12 | 13 | 14 | 15 |
| 16  | 17 | 18 | 19 | 20 | 21 | 22 |
| 23  | 24 | 25 | 26 | 27 | 28 | 29 |
| 30  | 31 |    |    |    |    |    |
|     |    |    |    |    |    |    |

| 8月 |    |    |    |    |    |    |
| 日  | 月 | 火 | 水 | 木 | 金 | 土 |
|     |    | 1  | 2  | 3  | 4  | 5  |
| 6   | 7  | 8  | 9  | 10 | 11 | 12 |
| 13  | 14 | 15 | 16 | 17 | 18 | 19 |
| 20  | 21 | 22 | 23 | 24 | 25 | 26 |
| 27  | 28 | 29 | 30 | 31 |    |    |
|     |    |    |    |    |    |    |

| 9月 |    |    |    |    |    |    |
| 日  | 月 | 火 | 水 | 木 | 金 | 土 |
|     |    |    |    |    | 1  | 2  |
| 3   | 4  | 5  | 6  | 7  | 8  | 9  |
| 10  | 11 | 12 | 13 | 14 | 15 | 16 |
| 17  | 18 | 19 | 20 | 21 | 22 | 23 |
| 24  | 25 | 26 | 27 | 28 | 29 | 30 |
|     |    |    |    |    |    |    |

| 10月 |    |    |    |    |    |    |
| 日   | 月 | 火 | 水 | 木 | 金 | 土 |
| 1    | 2  | 3  | 4  | 5  | 6  | 7  |
| 8    | 9  | 10 | 11 | 12 | 13 | 14 |
| 15   | 16 | 17 | 18 | 19 | 20 | 21 |
| 22   | 23 | 24 | 25 | 26 | 27 | 28 |
| 29   | 30 | 31 |    |    |    |    |
|      |    |    |    |    |    |    |

| 11月 |    |    |    |    |    |    |
| 日   | 月 | 火 | 水 | 木 | 金 | 土 |
|      |    |    | 1  | 2  | 3  | 4  |
| 5    | 6  | 7  | 8  | 9  | 10 | 11 |
| 12   | 13 | 14 | 15 | 16 | 17 | 18 |
| 19   | 20 | 21 | 22 | 23 | 24 | 25 |
| 26   | 27 | 28 | 29 | 30 |    |    |
|      |    |    |    |    |    |    |

| 12月 |    |    |    |    |    |    |
| 日   | 月 | 火 | 水 | 木 | 金 | 土 |
|      |    |    |    |    | 1  | 2  |
| 3    | 4  | 5  | 6  | 7  | 8  | 9  |
| 10   | 11 | 12 | 13 | 14 | 15 | 16 |
| 17   | 18 | 19 | 20 | 21 | 22 | 23 |
| 24   | 25 | 26 | 27 | 28 | 29 | 30 |
| 31   |    |    |    |    |    |    |
|      |    |    |    |    |    |    |

## できごと

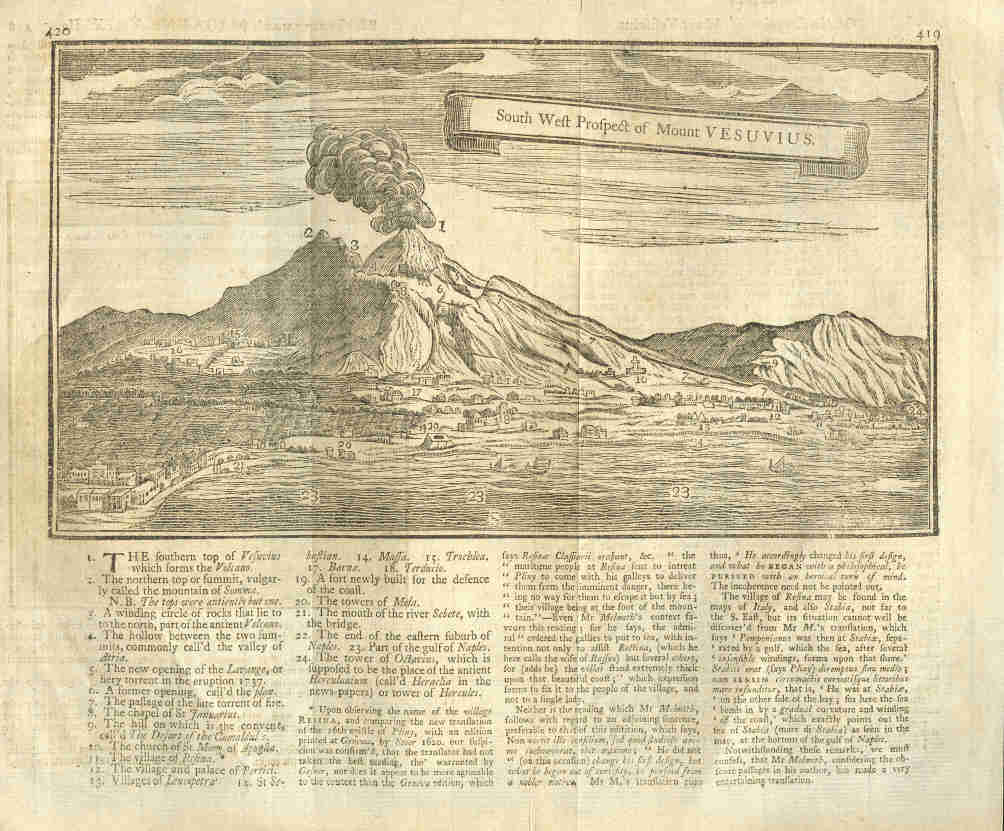
1747年9月号の『ジェントルマンズ・マガジン』誌に掲載された、南西から臨むヴェスヴィオ山。この雑誌は、1731年に創刊された、世界で初めて"magazine"の語を用いた逐次刊行物であった。

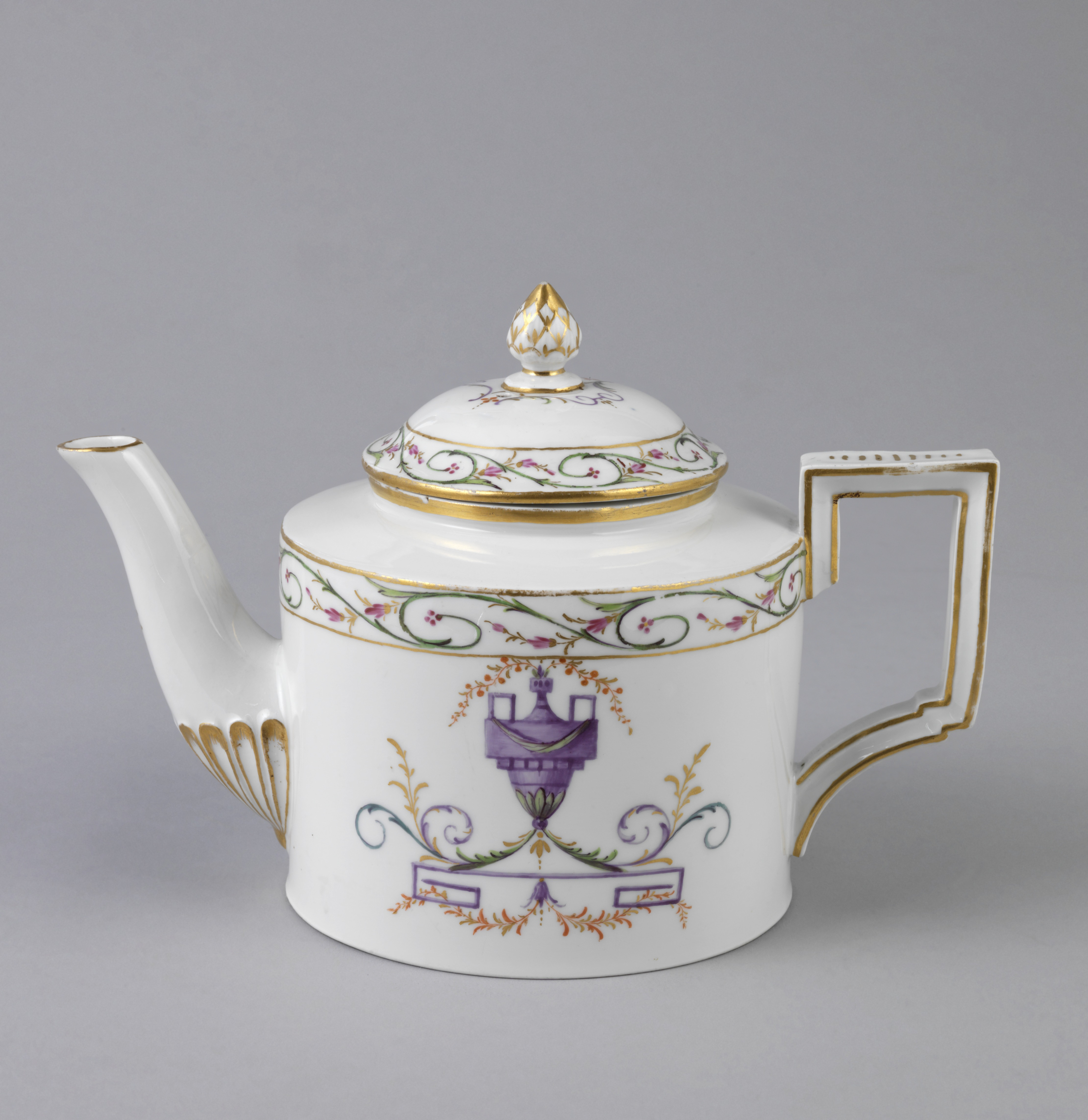
フュルステンベルグ窯の蓋付きショコラティエール（チョコレート・ポット）。1780年から1800年頃生産。クーパー・ヒューイット国立デザイン博物館蔵。

- イギリス - 科学者、ウィリアム・ワトソンがライデン瓶を使って電気回路を示す[1]。
- 清 - 米価高騰が問題化[2]。
- 13植民地 - ニューヨーク市の法律家たちにより、アメリカ最初の合法的団体であるニューヨーク法曹協会（英: The New York Bar Association）が組織される。ニューヨーク総督代理、キャドワラダー・コールデン（英語版）からの攻撃からの自衛を目的とした[3]。
- デンマーク - ソーレに貴族子弟向きのアカデミー、ソーレ・アカデミー（英語版）が設立される[4]。
- フランス - アントワーヌ=クロード・マイユが、パリのサンタンドレ・デ・ザール通り（フランス語版）で「マイユ」を開業[5]。ルイ15世の御用達となる。
- プロイセン - ベルリンに最初のレアールシューレ（実科学校）開校[4]。
- ベトナム - 広南国の王、阮福濶が、カンボジアで新たに即位したアントン（英語版）に対する反乱を支援するため、同地に軍隊を派遣。阮氏の軍隊はソクチャンを占領し、カンボジアの首都であるウドン城まで進撃した。
- 西アジア - マムルーク勢力がバグダードの支配を掌握[4]。
- 西アフリカ - 東部（現在のベナン）から南部のナイジェリアを占領していたヨルバ人が、ダホメ王国を侵略。ダホメ王国はオヨ王国への貢納が義務付けられる（-1818年）[1]。
- 日本 - 丹羽正伯が『庶物類纂増補』（54巻）を完成したことにより、『庶物類纂』が現在の形となる[6]。1697年から段階的に編纂が進められていた。

### 1月-3月
- 1月11日 –ドイツ７大名窯のひとつ、フュルステンベルグ窯（英語版）（現在のニーダーザクセン州フュルステンベルク）が開業。
- 1月31日 – 性病専門の病院（駆黴院）としては世界初のロンドン駆黴院（英語版）が開業（-1952年）。
- 2月11日 – ジョージ王戦争 - グランプレの戦い。ニコラ・アントワーヌ・クロン・デ・ヴィラーズ2世（英語版）率いるヌーベルフランスの軍隊とミクマク族の民兵が、ノバスコシア州、グラン＝プレでイギリス軍を破る。
- 2月 - 大小金川の戦い（英語版）（十全武功）：四川のチベット系ギャロン人（中国語版）土司間の内紛起こる[2]。乾隆帝、雲貴総督の張廣泗（中国語版）に鎮圧を命じる[7]（-1749年）。
- 3月3日 - ガンデンポタンの財務大臣ポラネー（英語版）没する。その子、ギュルメー・ナムギュル（英語版）は清に対し独立政策をとる[2]。
- 3月7日 – スペイン領フィリピン総督代理の司教フアン・デ・アルチェデラが、スペイン軍とスールー・スルタンのアジム・ウッディーン1世（英語版）（Azim ud-Din I）の軍勢を統合させる。 ビサヤ諸島で発生していたモロ人の反乱を鎮圧が目的であった[8]。
- 3月19日 – スコットランドの貴族、ラヴァト卿サイモン・フレイザーが、チャールズ・エドワード・ステュアートを王位につけんがためにイギリス王ジョージ2世に対して起こした、1745年ジャコバイト蜂起の首謀者の一人であった廉で反逆罪に問われ、有罪・死刑判決を受ける[9]。貴族院で行われた7日間の弾劾裁判と有罪判決の後、フレイザーは最終判決の同日に首吊り・内臓抉り・四つ裂きの刑に処されることに決まる。しかしながら、この判決はジョージ2世によって斬首刑に変更された。

### 4月-6月

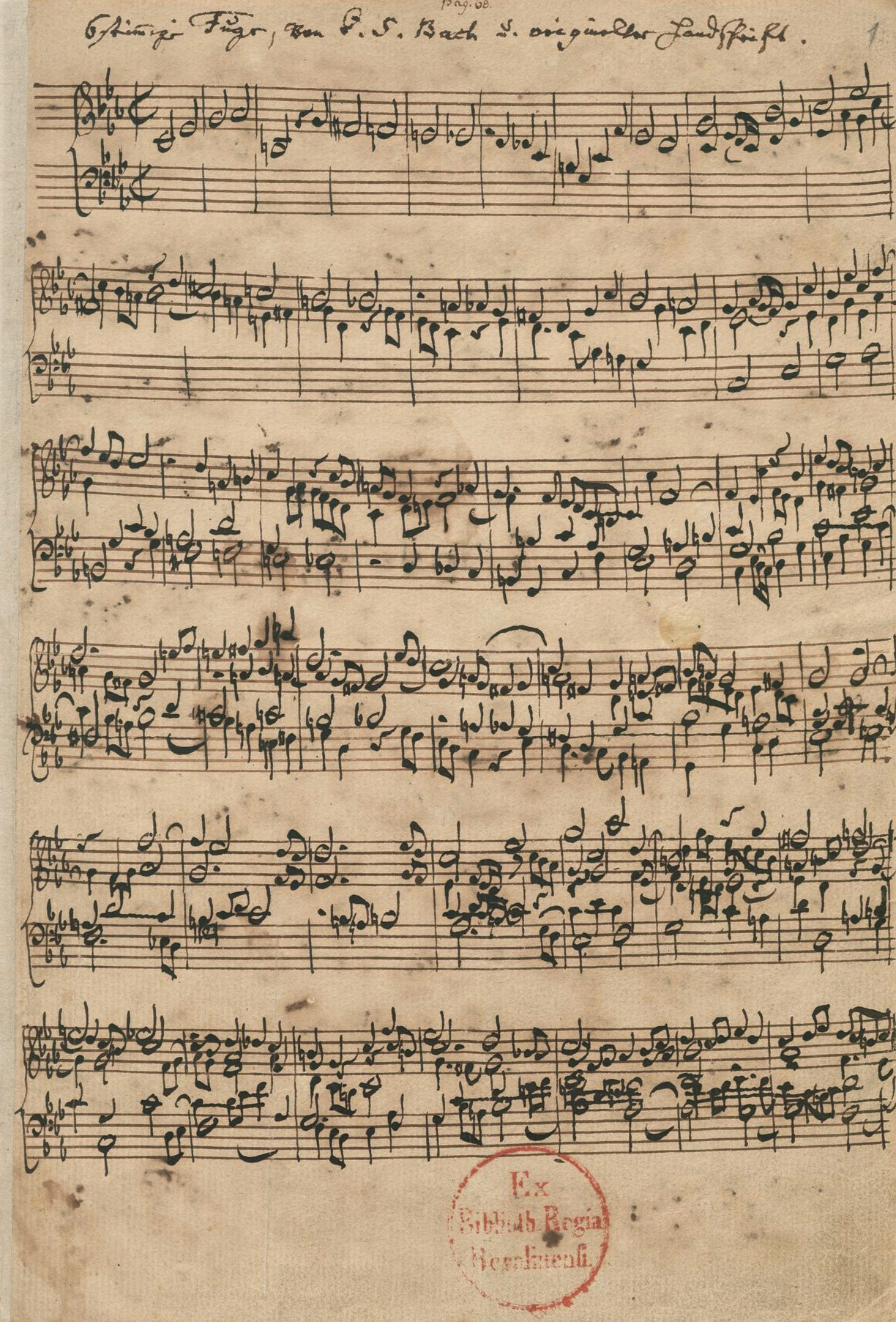
『音楽の捧げもの』六声のリチェルカーレ譜面。ドイツ、ベルリン州立図書館蔵。

- 4月9日 – ラヴァト卿ジョン・フレイザーが斬首によって公開処刑される。執行人はジョン・スリフト。これはイギリス史上最後の斬首刑となった。
- 4月20日（延享4年3月21日）–遠江で、東海道の盗賊日本左衛門（歌舞伎『白浪五人男』の日本駄右衛門のモデル）が見附で獄門に処される。
- 『音楽の捧げもの』六声のリチェルカーレ譜面。ドイツ、ベルリン州立図書館蔵。5月7日 – ヨハン・ゼバスティアン・バッハが、ポツダムでフリードリヒ2世と謁見、御前で即興演奏を行う。同年7月には楽譜に書き起こしてフリードリヒ2世に献呈し、さらに9月末には新しく作曲したカノンとリチェルカーレ、フルートの参加するトリオ・ソナタを加えたものを『音楽の捧げもの』として出版する。
- 5月14日 – オーストリア継承戦争 – 第一次フィニステレ岬の海戦。提督ジョージ・アンソン率いるイギリスの艦隊がフランスの艦隊を破る。
- 5月20日 - イギリスの海軍外科医、ジェームズ・リンドが、壊血病の原因を突き止めるために実験を開始する。
- 5月24日（延享4年4月16日）– 江戸城二の丸が焼失する。

- 6月9日（延享4年5月2日） – 桜町天皇の譲位により桃園天皇が受禅践祚。改元は翌年に行われた。
- 6月24日-10月14日 – ウィリアム・ムーア船長とフランシス・スミス船長の指揮のもと、イギリスのガレー船ドッブス号とカルフォルニア号がハドソン湾を探検航海し、この湾経由の北西航路は存在しないこと発見する。この探検についての報告は、のちにジョージア植民地の総督となるヘンリー・エリスによって出版された。
- 6月26日-8月4日 – イギリスで総選挙。ペラム内閣の与党ペラム派ホイッグ党の勝利。
- 4月 - 
  - オラニエ公ウィレム4世が、オランダ各州の総督職を全てひとつに併合したオランダ総督に就く。
  - カーナティック戦争 - ナンジャ・ラージャ（クリシュナ・ラージャ2世の兄弟）率いるマイソール王国の軍隊がデーヴァナハッリ城を攻略する。この戦役に従軍したハイダル・アリーが軍功を認められ、軍人として名を挙げることとなった[10]。

### 7月-9月
- 7月2日 – オーストリア継承戦争 – ラウフフェルトの戦い。モーリス・ド・サックス元帥率いるフランス軍がハノーファー・グレートブリテン・ネーデルラントの同盟軍相手に決定的な勝利を収める。これによって、フランス・オーストリア戦争の趨勢がほぼ決した。
- 7月19日 – ナーディル・シャー暗殺。以後アフシャール朝は崩壊しながら衰退し、1796年にガージャール朝によってとどめを刺されることとなる。
- 7月 - 八旗漢軍人に外省居住が許される[2]。
- 8月15日 – イギリス、ロシア、ネーデルラントの三国が、フランスとプロイセンへの対抗を目的としたサンクトペテルブルク協定（1747年）（英語版）に合意。
- 8月24日 – キプロスの太守であったサイイド・アブドゥラ・パシャ（英語版）がオスマン帝国の大宰相に就任し、1750年まで勤める。
- 9月13日 – オーストリア継承戦争 - ベルヘン・オプ・ゾーム攻囲戦。70日間の攻防の末、ネーデルラントの街、ベルヘン・オプ・ゾームがフランス軍によって陥落させられる[11]。
- 9月21日 – カリブ海で発生したハリケーンが、主にセント・キッツ島に停泊していた軍監を中心に11隻沈没させる。

- 9月19日（延享4年8月15日） – 「細川宗孝殺害事件」。江戸城殿中で、旗本板倉勝該が熊本藩主の細川宗孝を刺殺[6]。
- 9月 –
  - ヨハン・セバスティアン・バッハが『音楽の捧げもの』を出版。
  - ベンジャミン・フランクリンが英国王立研究所フェローのピーター・コリンソン宛に、静電気を蓄える装置、ライデン瓶についての実験報告を送る。翌1748年ふたたび送った手紙のなかでフランクリンは、電気の概念（充電、放電）について触れていた。これらの用語および概念を史上初めて用いたのはフランクリンであった[12]。

### 10月-12月

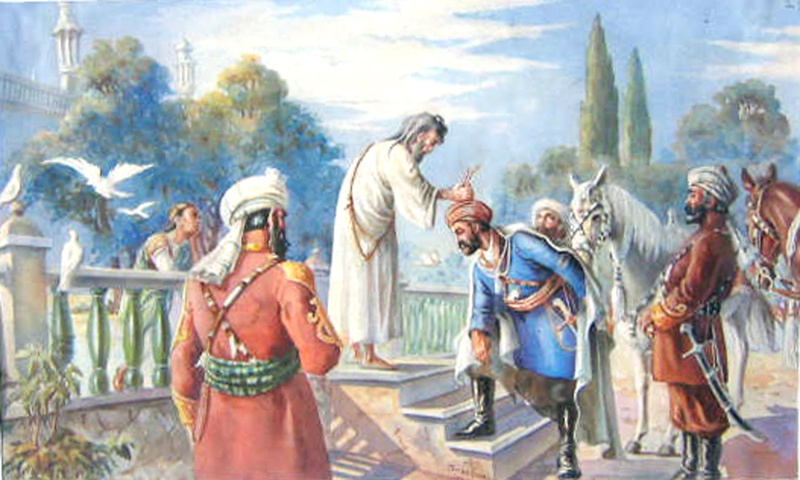
10月：アフマド・シャー・ドゥッラーニーがアフガン帝国のシャーに即位。

- 10月：アフマド・シャー・ドゥッラーニーがアフガン帝国のシャーに即位。10月1日 - ヒジュラ暦1160年シャウワール（英語版） （第10月）7日、カンダハールのパシュトゥーン族長たちが大会議（ロヤ・ジルガ）を開き、アフガニスタンの指導者にドゥッラーニー部族連合のアフマド・シャー・ドゥッラニーを選出する。これをもってドゥッラニー帝国が建国された（-1842年）[4]。
- 10月21日 - ジョージ2世が、カンタベリー大主教ジョン・ポター（英語版）の死を受けて、その3日目のこの日に、ヨーク大主教であったトーマス・ヘリング（英語版）を後任に異動させる。『義経千本桜』。初代坂東三津五郎演じる源九郎狐。勝川春常画。サンディエゴ美術館蔵。

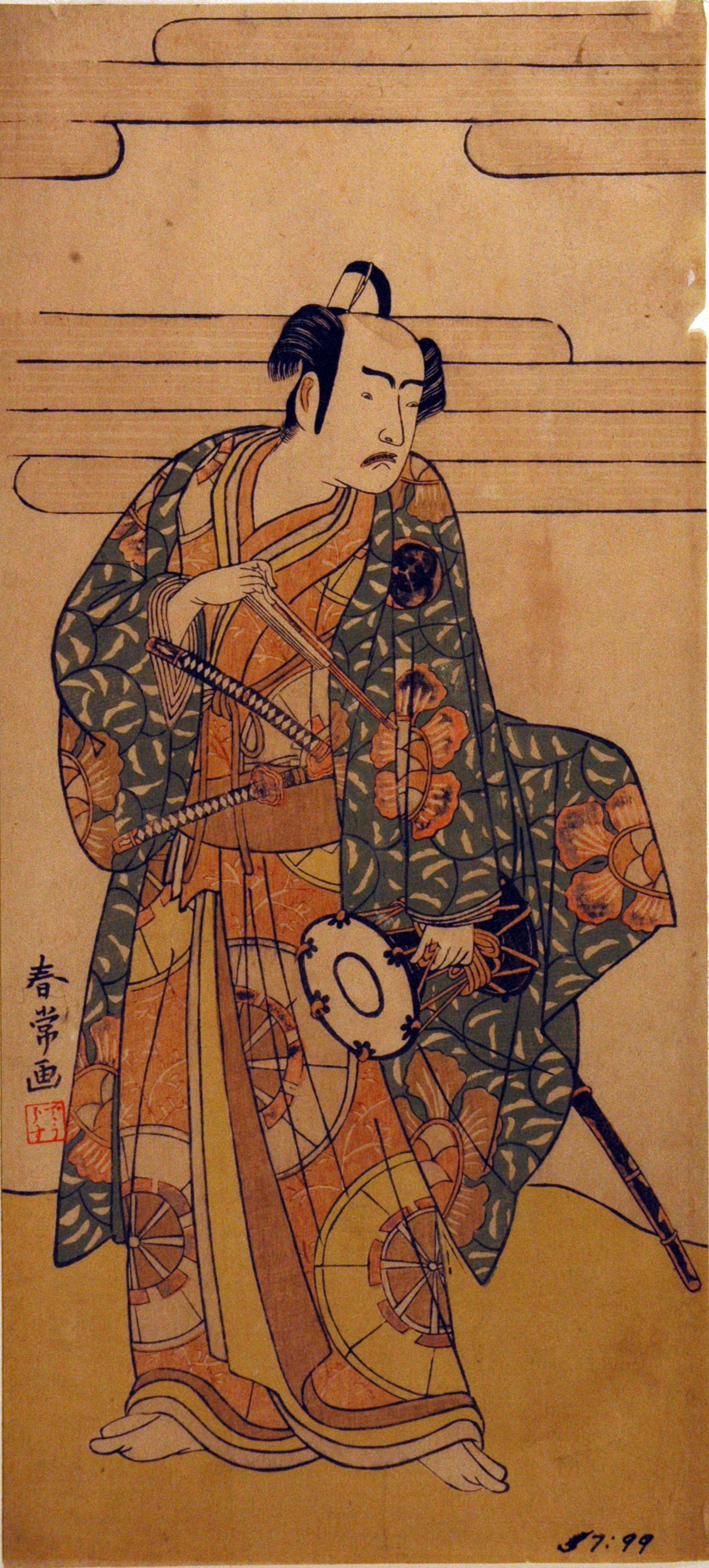
『義経千本桜』。初代坂東三津五郎演じる源九郎狐。勝川春常画。サンディエゴ美術館蔵。

- 10月24日 - カリブ海のハリケーンが、イギリスとフランスの間で領有権が争われていたセント・キッツ島を襲う。イギリスの貨物船12隻とフランスの貨物船1隻が沈没[13]。
- 10月25日 - オーストリア継承戦争 - 第二次フィニステレ岬の海戦。イギリス海軍がまたもフランス艦隊を破る。
- 11月9日 - アムステルダムで政治改革を求める暴動が勃発[14]。
- 11月11日 - ドイツ７大名窯のひとつ、ニンフェンブルク磁器製造所（英語版）（現在のバイエルン州ミュンヘン）が、ニンフェンブルク宮殿内で開業。
- 11月17日から19日 – マサチューセッツ湾植民地、ボストンでノウルズ暴動（英語版） が3日間に渡って発生。イギリス海軍による強制徴募に抗議するものであった。
- 12月7日 - ベンジャミン・フランクリンがペンシルベニア植民地初の民兵組織であるペンシルバニアアソシエイターズ（英語版）を組織する。同植民地は平和主義であったクエーカー教徒によって整備されたため、既存の民兵組織が無かった[15]。
- 12月13日 - メリーランド植民地船籍の貨物船であったスループ船エンデヴァー号の漂流。アナポリスを出港して西インド諸島に向かって航海を行っている最中に、ハリケーンに巻き込まれる。マストと索具が失われたままエンデヴァー号は6ヶ月ものあいだ漂流したのち、スコットランド、タイリー島に漂着した[16]。
- 12月17日（延享4年11月16日） – 大坂、竹本座で竹田出雲ら作『義経千本桜』が初演され成功する。
- 12月27日 - イギリス議会が1740年帰化法を修正し、非英国国教会系プロテスタント教派にも適応範囲を拡げた[17]。
- 12月 - 乾隆帝、各省の督撫に米貴問題（米価高騰問題）の解決策について諮問する[18]。

## 誕生
- 1月4日 - ヴィヴィアン・デノン（英語版） - フランスの画家、外交官（＋1825年）
- 1月10日 - アブラアム＝ルイ・ブレゲ - スイスの時計職人、発明家（+1823年）
- 1月19日 - ヨハン・ボーデ - ドイツの天文学者（+1826年）ヨハン・ボーデ

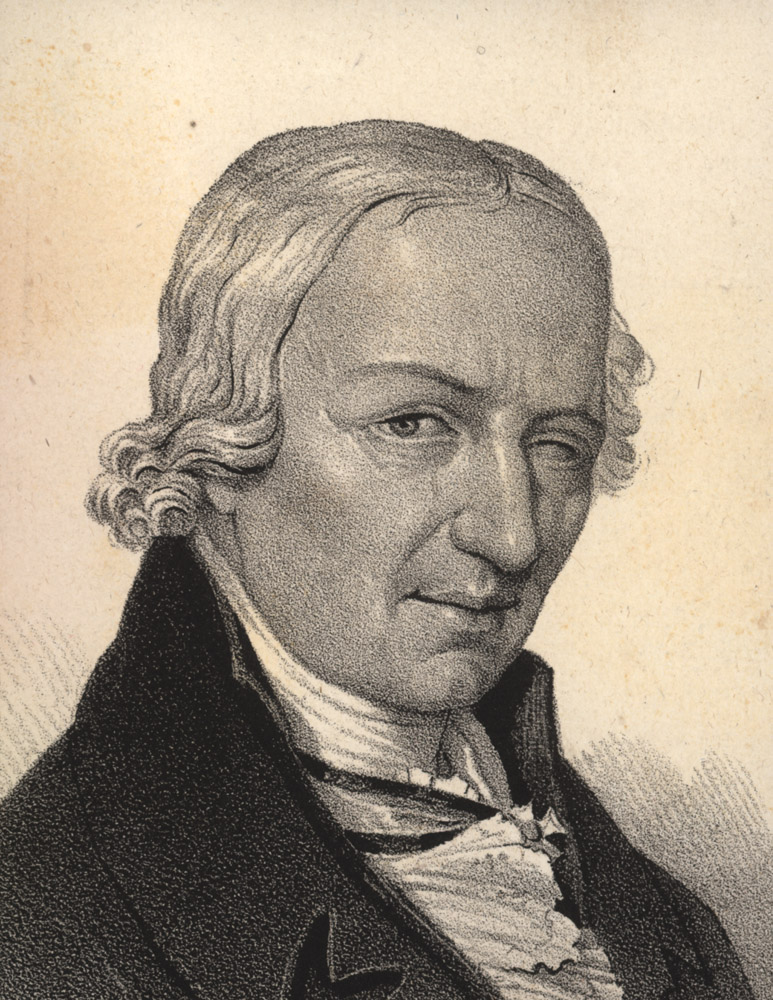
ヨハン・ボーデ

- 1月22日 - ティモシー・デクスター - アメリカの実業家、奇人（+1806年）
- 2月10日 - アンドレ・トワン - フランスの植物学者、農学者（+1824年）
- 2月16日 - ハインリヒ13世 - ロイス＝グライツ侯国の統治者、軍人（+1817年）
- 3月20日（延享4年2月10日） - 会田安明 - 幕臣、和算家（+1817年）
- 3月25日 - アレクサンドル・ベズボロドコ - ロシア帝国の宰相（英語版）（+1799年）
- 3月29日 - ヨハン・ヴィルヘルム・ヘスラー - ドイツの作曲家、演奏家
- 3月31日 - ヨハン・アブラハム・ペーター・シュルツ - ドイツの作曲家（+1824年）
- 4月13日 - ガニング・ベッドフォード・ジュニア - アメリカの軍人、政治家（+1812年）
- 4月14日（洗礼） - ユーヴドール・プライス - イギリスの貴族、造園家（+1829年）
- 5月4日 - フィリップ＝ジャン・ペルタン - フランスの外科医（+1829年）
- 5月5日 - レオポルト2世 - 神聖ローマ皇帝（+1792年）晩年の神聖ローマ皇帝レオポルト2世　ハインリヒ・フリードリヒ・フューガー筆

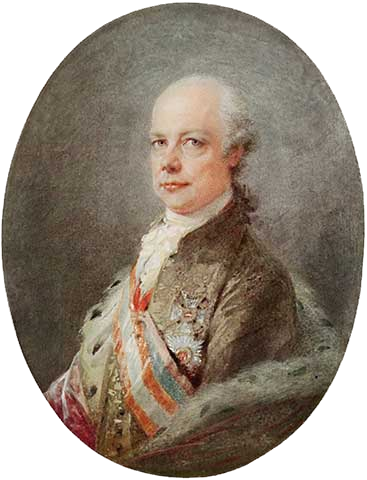
晩年の神聖ローマ皇帝レオポルト2世　ハインリヒ・フリードリヒ・フューガー筆

- 5月10日 - ヨロ・モルガヌグ - ウェールズの収集家、作家、文学贋作者（+1826年）
- 6月12日（延享4年） - 源琦 - 円山派の絵師（+1797年）
- 6月15日（延享4年5月8日） - 高山彦九郎 - 尊皇思想家（+1793年）
- 6月26日 - レオポルト・アントニーン・コジェルフ - ボヘミアの作曲家（+1818年）
- 7月6日 - ジョン・ポール・ジョーンズ - 大陸海軍およびロシア帝国海軍の提督（+1792年）
- 7月10日 - ヴィルヘルミーネ・カロリーネ・ア・ダンマーク - ヘッセン侯妃（+1820年）
- 7月15日 - テレーザ・マルゲリータ・レディ - トスカーナの修道女、聖人
- 7月25日 - ロジェ・デュコ - フランス革命期・第一帝政期の政治家（+1816年）
- 9月11日 - フリードリヒ・フォン・ヘッセン＝カッセル＝ルンペンハイム - オランダの軍人、ヘッセン＝ルンペンハイム家の始祖（+1837年）
- 9月29日 - ユゼフ・ヴィビツキ - ポーランドの貴族、軍人、文筆家人（+1822年）
- 9月30日 - フリードリヒ・ユスティン・ベルトゥッヒ - ドイツの出版者、パトロン（+1822年）
- 10月6日 - ジャン＝フランソワ・ルーベル - フランス革命期の政治家（+1807年）
- 10月7日 - アントワーヌ・ニコラ・デュシェーヌ - フランスの植物学者、園芸家（+1827年）
- 10月20日 - フランソワ・ド・バルテルミー - フランス革命期の政治家、外交官（+1830年）
- イワン・ハンドシキン - ロシアのヴァイオリン奏者、作曲家（+1804年）
- ヴィンセンツォ・ブレンナ - ロシアで活躍した建築家（+1820年）
- グリゴリー・シェリホフ - ロシアの商人、探検家（+1795年）
- 司馬江漢 - 絵師、蘭学者（+1818年）

## 死去

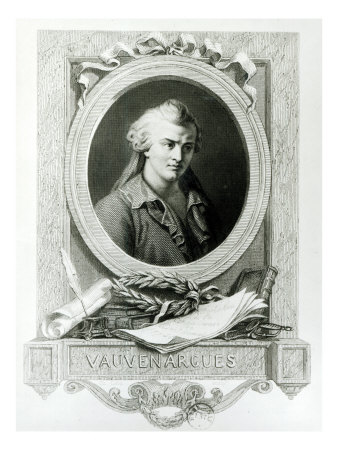
リュック・クラピエ・ド・ヴォーヴナルグ

- 1月2日 - ジャン＝フェリ・ルベル - フランスの作曲家 (*1666年)
- 3月3日 - ポラネー（英語版）- チベットの政治家（*1689年）

- 3月19日 - カタジナ・オパリンスカ - ポーランド王スタニスワフ・レシチニスキの妃（*1682年）
- 3月23日 - クロード・アレクサンドル・ド・ボンヌヴァル - フランスの貴族、オスマン帝国の軍人（*1675年）
- 4月9日 - サイモン・フレイザー (第11代ラヴァト卿) - スコットランドの貴族、ジャコバイト（*1667年頃）
- 5月28日 - リュック・ド・クラピエ・ド・ヴォーヴナルグ - フランスの貴族、著作家、モラリスト（*1715年）
- 5月31日 - アンドレイ・オステルマン - ロシア帝国の外相、政治家（*1686年）
- 7月9日 - ジョヴァンニ・バッティスタ・ボノンチーニ - イタリアの作曲家（* 1670年）
- 7月11日（延享4年6月4日） - 初代竹田出雲、日本の浄瑠璃作者、文人（* 不詳）
- 7月19日 - ナーディル・シャー - アフシャール朝初代皇帝（* 1688年）
- 10月4日 - アマロ・ロドリゲス・フェリペ - スペインの海賊（* 1678年）”アマロ・パルゴ”こと、アマロ・ロドリゲス・フェリペ

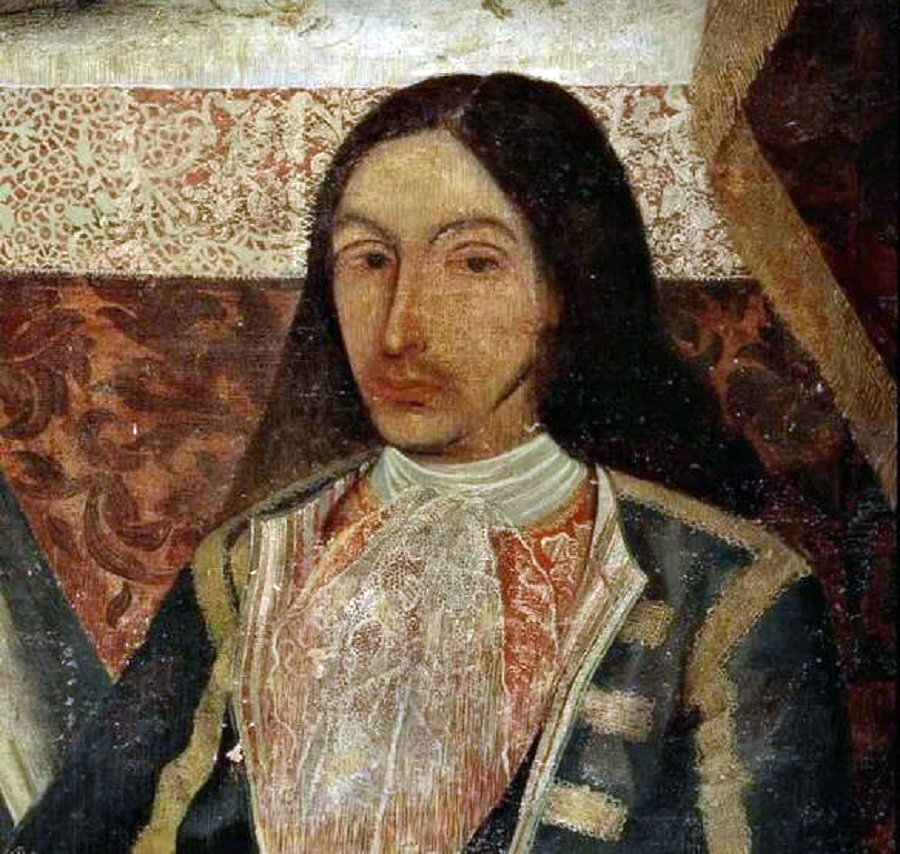
”アマロ・パルゴ”こと、アマロ・ロドリゲス・フェリペ

- 11月8日（延享4年10月6日） - 寺坂吉右衛門、赤穂四十七士の一人（*1655年）